# Dabat
Dabat är en ort i Etiopien.   Den ligger i regionen Amhara, i den norra delen av landet, 500 km norr om huvudstaden Addis Abeba. Dabat ligger 2 602 meter över havet och antalet invånare är 11 544.
Terrängen runt Dabat är varierad. Runt Dabat är det ganska tätbefolkat, med 129 invånare per kvadratkilometer. Det finns inga andra samhällen i närheten. Trakten runt Dabat består till största delen av jordbruksmark.